# Kinder des Kalifats
Kinder des Kalifats é um documentário alemão de 2017 dirigido por Talal Derki acerca do jihadismo radical e do treinamento terrorista na Síria. Como reconhecimento, foi nomeado ao Óscar 2019 na categoria de Melhor Documentário.